# Acalypha lechleri
Acalypha lechleri är en törelväxtart som beskrevs av Henry Hurd Rusby. Acalypha lechleri ingår i släktet akalyfor, och familjen törelväxter. Inga underarter finns listade i Catalogue of Life.